# Epeolus scutellaris
Epeolus scutellaris är en biart som beskrevs av Thomas Say 1824. Epeolus scutellaris ingår i släktet filtbin, och familjen långtungebin. Inga underarter finns listade i Catalogue of Life.